# Carta al pare
Carta al pare (en alemany Brief an den Vater) és el nom donat comunament a la carta que Franz Kafka va escriure al seu pare Hermann el novembre de 1919, criticant-lo per la seva conducta emocionalment abusiva i hipòcrita cap a ell. Va ser publicada (igual que la majoria dels escrits de Kafka) pòstumament, el 1952. El text resulta de vital importància per comprendre la relació de Kafka amb el seu pare, aspecte elemental en la biografia de l'autor.
Kafka esperava que la carta escurcés la distància creixent entre ell i el seu pare, encara que en ella proporcioni una crítica aguda de tots dos. La carta comença amb:
| «                             | Molt estimat pare: No fa gaire vares preguntar-me per què dic que em fas por. Com de costum no vaig saber què contestar-te; d'una banda precisament perquè em fas por i de l'altra perquè en l'explicació d'aquesta por hi entren tants factors que no podria, de paraula, raonar-la amb una coherència passable. Fins i tot aquesta carta amb què ara em proposo de contestar la teva pregunta serà molt incompleta. | » |
| — Franz Kafka , Carta al pare | |   |

Segons Max Brod, Kafka en realitat va donar la carta a la seva mare perquè la fes arribar al seu pare. La seva mare mai no va lliurar la carta, sinó que la va retornar al seu fill que mai la va lliurar al pare. La carta original constava d'unes 103 pàgines manuscrites. Kafka la va reescriure diverses vegades (va trigar dues setmanes a acabar-la) i fins i tot va manar que la passessin a màquina. La carta estava plena d'anotacions a llapis perquè finalment se l'anava a quedar una amiga de Kafka, Milena, (encara que tampoc la hi va arribar a donar) i l'escriptor li va dir "per si vols saber sobre el meu passat".
L'any 2009 L'Avenç va publicar-ne una edició en català, traduïda per Ricard Torrents, a la qual cal afegir la versió de Joan Ferrarons i Llagostera, publicada per Angle Editorial l'any 2020.